# Lekkoatletyka na Igrzyskach Śródziemnomorskich 2013 – rzut oszczepem mężczyzn
Rzut oszczepem mężczyzn – jedna z konkurencji rozegranych podczas igrzysk śródziemnomorskich w Mersin.
Złoty medal – drugi w karierze – zdobył reprezentant Turcji Fatih Avan. Dzięki zwycięstwu Turek został pierwszym w historii igrzysk oszczepnikiem, który obronił złoty medal tej imprezy.

## Terminarz
| Data            | Runda |
| --------------- | ----- |
| 26 czerwca 2013 | Finał |

## Rekordy
Tabela prezentuje rekord świata oraz igrzysk, a także najlepszy rezultat na świecie w sezonie 2013 przed rozpoczęciem zawodów
| Rekord świata                     | Jan Železný            | 98,48 | Jena     | 25 maja 1996    |
| Rekord igrzysk śródziemnomorskich | Konstandinos Gatsiudis | 89,22 | Bari     | 16 czerwca 1997 |
| Listy światowe                    | Tero Pitkämäki         | 87,60 | Szanghaj | 18 maja 2013    |

## Rezultaty
Rozegrano tylko rundę finałową, która odbyła się 26 czerwca w godzinach popołudniowych. 
| Poz. | Zawodnik                     | Reprezentacja        | #1    | #2    | #3    | #4    | #5    | #6    | Rezultat | Uwagi |
| ---- | ---------------------------- | -------------------- | ----- | ----- | ----- | ----- | ----- | ----- | -------- | ----- |
|      | Fatih Avan                   | Turcja               | 82,39 | 83,84 | –     | –     | –     | x     | 83,84    |       |
|      | Ihab Abd ar-Rahman as-Sajjid | Egipt                | 82,45 | x     | x     | 73,32 | 76,76 | 78,42 | 82,45    |       |
|      | Spiridon Lembesis            | Grecja               | 71,51 | 76,64 | 73,76 | 74,07 | 78,53 | 74,67 | 78,53    |       |
| 4    | Dejan Mileusnić              | Bośnia i Hercegowina | 75,58 | 76,74 | 77,27 | 76,23 | 73,49 | 71,73 | 77,27    |       |
| 5    | Matija Kranjc                | Słowenia             | 67,32 | 76,23 | 71,79 | 72,65 | 72,74 | 69,95 | 76,23    |       |
| 6    | Norbert Bonvecchio           | Włochy               | x     | 62,88 | x     | 67,29 | x     | 72,55 | 72,55    |       |
| 7    | Mustafa Tan                  | Turcja               | 70,29 | x     | 70,49 | x     | 68,84 | 70,13 | 70,49    |       |
|      | Jérôme Haeffler              | Francja              |       |       |       |       |       |       | DNS      |       |